# Лазарович, Александр Петрович
Александр Петрович Лазарович (укр. Олександр Петрович Лазарович, род. 30 августа 1984 года, Ворохта, Украинская ССР, СССР) — украинский прыгун с трамплина, участник Олимпийских игр в Ванкувере.

## Биография
В Кубке мира в Лазарович дебютировал в декабре 2007 года, в ноябре 2008 года единственный раз попал в десятку лучших на этапе Кубка мира, в командных соревнованиях. Кроме этого на сегодняшний момент имеет 2 попадания в тридцатку на этапах Кубка мира, 1 в командных соревнованиях и 1 в личных дисциплинах. Лучшим результатом Лазаровича в итоговом общем зачёте Кубка мира является 82-е место в сезоне 2008—2009.
На Олимпиаде-2010 в Ванкувере показал следующие результаты: нормальный трамплин 48-е место в квалификации, большой трамплин 43-е место в квалификации.
За свою карьеру участвовал в пяти чемпионатах мира, лучший результат 13-е места в командных соревнованиях на чемпионате мира — 2003 и чемпионате мира — 2007, в личных соревнованиях не поднимался выше 38-го места.
Использует лыжи производства фирмы Fischer.